# Ostaš
Der Ostaš (deutsch Wostasch, auch Ostasch) ist ein Tafelberg im Braunauer Bergland im Náchod in Tschechien. Seit 1956 steht der Berg als Naturreservat unter staatlichem Schutz.

## Lage
Die Gesamtfläche des Gebietes, das von 640 bis 700 Meter ansteigt, beträgt 29,5 Hektar. Es liegt etwa zwei Kilometer nordwestlich der Stadt Police nad Metují. Der höchste Punkt des Ostáš, die Frýdlantská skála, bietet eine schöne Aussicht auf das Habichtsgebirge (Jestřebí hory), die Adersbach-Weckelsdorfer Felsenstadt, das Riesen-, Heidel-, Heuscheuer- und das Falkengebirge. Im südlichen und östlichen Teil befinden sich Felsenlabyrinthe mit bizarren Felsformationen.

## Geschichte
Das Naturreservat, dessen Zentrum die Polická vrchovina ist, wurde am 4. Juli 1956 verkündet. 

## Schutzgebiet
Geschützt werden soll die geologische und geomorphologische Form des Gebietes. Der Fuß des Ostaš ist im Norden, Westen und Süden mit großen Anhäufungen von Steinen umgeben. Auf dem südwestlichen Hang befinden sich großformatige Felsspalten.
Die interessanten Felsformationen und Aussichtspunkte mit guter Weitsicht sind für den Tourismus von Bedeutung. Der Rundweg führt die Wanderer durch die Felsenstadt des oberen Labyrinths und über Anhöhen mit zahlreichen Aussichtspunkten. Kletterer finden hier Wände des niedrigen bis mittleren Schwierigkeitsgrades. 